# 汤和
汤和（1326年—1395年8月22日），字鼎臣，濠州（今安徽凤阳）人，明朝开国功臣，军事家。
汤和早年参加郭子兴军，后写信建议朱元璋参加郭军。此后随朱元璋攻占集庆，升统军元帅，镇守常州，多次击败张士诚部。至正二十七年（1367年），为征南将军，击败方国珍、陈友定。后又随徐达率军攻占山西、甘肃、宁夏等地，封信国公。洪武二十八年（1395年）八月逝世，追封东瓯王，谥襄武，是明代开国功臣中为数不多的得以善终者。

## 生平

### 早年经历
汤和在幼年时是孤儿，与朱元璋是同乡。他幼年便有远大志向，嬉戏玩耍时，曾练习骑马射箭，统率群童。长大之后，身高七尺，举止灑脫，善于谋略。郭子兴起兵时，汤和带领十余人前去归附，因功被授予千户之职。至正十二年（1352年），写信邀请朱元璋参加义军。后随朱元璋进攻大洪山，攻克滁州，担任管军总管。又随朱元璋攻取和州。当时诸将大多是朱元璋的同辈，都不肯居于他人之下，汤和比朱元璋大三岁，唯独他认真谨慎听从指挥，朱元璋为此非常高兴。后随军平定太平，缴获三百匹战马。在攻击陈野先时，汤和被箭射中左大腿，他将箭拔出后继续投入战斗，最後与诸将生擒陈野先。另外攻下溧水、句容，随军占领集庆。汤和跟随徐达攻取镇江后，晋升为统军元帅。又率军进攻奔牛、品城，降服陈保二，攻取金坛、常州，然后以枢密院同佥的身分驻守常州。
常州与张士诚控制地域相连，张士诚经常派间谍侦察，汤和防守十分严密，使敌人探听不到任何消息。吴军屡次出兵侵犯，汤和全都将他们击退，并斩俘敌人数以千计。然后进取无锡，大破吴军于锡山，赶走莫天祐，俘获其妻子儿女，晋升为中书左丞。又以水师巡行黄杨山，将吴水军打败，俘获千户四十九人，被授以平章政事。汤和率军援救长兴，与张士信战于城下，城中出兵，与汤和一起夹击，大败敌军，俘获士兵八千人；解围之后，汤和率军返回，平定江西诸山寨。永新守将周安反叛，汤和率军进攻，将其打败，连破其十七寨，然后围城三月，攻克永新，捉拿周安，并将他献给朱元璋，然后还守常州。后随大军进攻张士诚，攻克太湖水寨，攻下吴江州，围攻平江，在与吴军战于阊门时，汤和被飞炮击伤左臂，应召返回应天。伤好之后，汤和重返战场，攻克平江，因功被赐黄金和布帛。
吴元年（1367年），朱元璋建立御史台，汤和为左御史大夫兼太子谕德。随即又被授以征南将军，与副将军吴祯率领常州、长兴、江阴诸路军队进攻方国珍。大军渡过曹娥江，攻下余姚、上虞、庆元。方国珍逃亡入海，汤和率军追击，将其打败，俘获大帅二人，海船二十五艘，斩首无数，然后回军平定各属城。派使者招降方国珍，方国珍到军门投降，汤和获得士兵二万四千人，海船四百多艘，浙东全部平定。汤和于是与副将军廖永忠率军讨伐陈友定，从明州出发，由海路顺风抵达福州的五虎门，驻军南台。汤和首先派人前去招降，陈友定不予答复，于是将其包围，在城下将平章曲出打败，参政袁仁请求投降，汤和军乘机入城。然后分兵进攻兴化、漳州、泉州及福宁诸州县。洪武元年（1368年）正月，攻佔延平，陈友定自杀未遂，押送应天处死。

### 南征北伐
洪武元年（1368年），明军北伐，汤和受命在明州造船，将粮食运往直沽，因在海上遭遇飓风，将粮食运到镇江后返回。此后，汤和担任偏将军，跟随徐达西征，与右副将军冯胜一起从怀庆越过太行山，攻取泽州、潞州、晋州、绛州诸州郡。又跟随徐达攻占河中。第二年，汤和率军渡河入潼关，分兵直趋泾州，派部将招降张良臣，张良臣不久又反叛。汤和会合大军围攻庆阳，将其俘获斩首。又过了一年，汤和以右副将军的身份跟随徐达在定西击败扩廓帖木儿，平定宁夏，向北追击至察罕脑儿，擒获猛将虎陈，获马、牛、羊十多万头。攻战于东胜、大同、宣府，汤和都立有战功。返回京城后，授为开国辅运推诚宣力武臣、荣禄大夫、柱国，封为中山侯，年禄一千五百石，并授与世券。
洪武四年（1371年），汤和被授以征西将军，与副将军廖永忠一起率水师溯江伐夏，夏兵占据险要地势，汤和进攻没能成功。又遇长江水暴涨，驻军大溪口，军队长久不能前进，而傅友德已率军从关中深入，攻取汉中。廖永忠已在其前攻克瞿塘，进入夔州。汤和这才率军跟随其后，进入重庆，降服明升。还军之后，傅友德、廖永忠受到朱元璋赏赐，而汤和不及他们。第二年，汤和随徐达北伐，遇元军于断头山，战败，一名指挥阵亡，朱元璋对此未予追究。汤和随即与李善长一起驻扎中都宫阙。又镇守北平，修筑彰德城，征讨察罕脑儿，取得大捷。洪武九年（1376年），汤和以征西将军的身份驻防延安，伯颜帖木儿乞和，汤和率军返回。洪武十一年春，晋封信国公，年禄三千石，参加商议军国大事。汤和屡次出中都、临清、北平操练军伍，修缮城廓。洪武十四年，汤和以左副将军的身分率军出塞，征讨乃儿不花，攻佔灰山营，俘获平章别里哥、枢密使久通而归。洪武十八年（1385年），思州少数民族叛乱，汤和以征虏将军的身分跟随楚王朱桢征讨，俘获四万人，擒获其首领而归。

### 晚年生涯
汤和沉着、敏捷、有智谋，却经常因酒醉犯错。驻守常州时，他曾请示朱元璋，没有得到满意的答复，便酒醉埋怨说：“我镇守此城，就像坐在屋脊之上，左顾则左，右顾则右。”朱元璋听说之后便怀恨在心。平定中原后还师论功时，朱元璋以汤和征闽时释放陈友定的余党，使八闽重受骚扰，还军途中，又被秀兰山贼寇袭击，失去二名指挥为由，不予封公。汤和伐蜀回来后，朱元璋又当面数落其逗留之罪，汤和顿首谢罪，此事才作罢。在封他为信国公时，朱元璋仍列举他在常州时的过失，并命人刻在世券上。洪武十八年（1385年），朱元璋心中不愿诸将长期统领军队，只是还没有公开采取措施。汤和因此寻找机会对朱元璋说道：“臣年事已高，不能再指挥军队驰骋战场了，希望能返回故乡，为将来死去找一片容身之处。”朱元璋听后大为高兴，立即赐钱让他在中都凤阳修建府宅，并且为诸公、侯修建府宅。
不久，倭寇侵犯上海，朱元璋心中忧虑，便探访汤和，对他说：“你虽已年老，但仍请尽力为朕做此一行吧。”汤和到沿海，选浙东民五万八千余人戌守，使倭寇不敢轻犯。第二年，闽中沿海修城竣工，汤和返京复命，中都新宅也已建成。汤和便带领妻子儿女去向陛下辞行，陛下赐他黄金三百两、白金二千两、纸纱三千锭、彩帛四十多套，赐给其夫人胡氏的物品也一样多。并且下诏褒奖，诸功臣无人能与他相比。从这以后，汤和每年一次上京朝见面聖。汤和晚年为人更加恭敬谨慎，入朝所听关于国事的议论，不敢向外洩露一句。有妾百余，他生病之后便全部用钱将她们打发走。所得的赏赐，汤和大多分给了乡亲，每当见到布衣时的故交遗老，总是显得非常高兴。洪武二十三年（1390年），李善长曾想建造府宅，从汤和处借卫士三百人，汤和立即悄悄把此事告诉朱元璋。
洪武二十三年元旦，汤和因病失声，朱元璋即日亲临探视，长久叹息之后，让他返回故乡。待他病稍好一点时，又命其子将他接至京城，让他坐车进入内殿，设宴慰劳，关怀备至，并赐黄金、布帛、御膳、法酒等等。洪武二十七年（1394年），汤和病渐加重，不能站立。朱元璋想见他，便命他坐车前往觐见，朱元璋用手抚摸着他，与他详细叙谈家乡故旧以及兴兵之艰难。汤和已不能对答，只是不停地叩首。朱元璋见此情形，泪流不已，厚赠黄金、布帛作为丧葬费用。第二年八月七日，汤和病逝，终年七十岁，追封为东瓯王，谥号襄武。明朝开国功臣中，汤和與徐達是为数不多的得以善终者。嘉靖年间，东南方被倭寇袭扰，汤和所筑的沿海戍城，都很坚固，历久不坍，浙人赖以自保，因此许多人以歌来表达对他的思念之情。巡按御史请命于朝廷，为汤和立庙祭祀。

## 家庭
汤和有五个儿子。长子汤鼎为前军都督佥事，从征云南，道卒。少子汤醴，积功至左军都督同知，征五开，卒于军。汤和有女为鲁荒王朱檀王妃。
湯鼎之子湯晟，湯晟之子湯文瑜，都早逝，皆沒能繼承爵位，明英宗時，湯文瑜之子湯傑請求繼承爵位，英宗竟以四十年之久沒人繼承為由，將爵位罷免。湯傑無子，以其弟湯倫之子湯紹宗(為湯和之來孫)為後。明孝宗任用功臣之後，授湯紹宗為南京錦衣衛世襲指揮使。嘉靖十一年(1532年)，封為靈璧侯，食祿千石。湯紹宗傳子至孫湯世隆，隆慶年間湯世隆協守南京，兼領後府，改提督漕運，歷任四十餘年，因功加封太子太保，進升少保。死後，諡號僖敏。爵位傳至明朝滅亡而終。
曾孫湯胤勣，善於文筆，頗有才氣。江南巡撫、尚書周忱請他做文，湯胤勣即席下筆，成萬言書。周忱遂向兵部侍郎于謙推薦。于謙向其詢問古今兵事，湯胤勣對答如流。英宗封錦衣衛百戶。天順年間，湯胤勣被告發受賄，下獄並廢為平民。成化初年，復出並擔任都指揮僉事、延綏東路參將，出鎮孤山堡。當時兵事緊急，湯胤勣奏請鑄城聚糧，增兵守衛。奏摺未報，敵軍已經到來。湯胤勣雖重病，仍堅持上馬作戰，後中埋伏而死。